# Бежвенна-Крутка
Бежвенна-Крутка (пол. Bierzwienna Krótka) — село в Польщі, у гміні Клодава Кольського повіту Великопольського воєводства.
Населення — 263 особи (2011).

## Демографія
Демографічна структура станом на 31 березня 2011 року:
|          | Загалом | Допрацездатний вік | Працездатний вік | Постпрацездатний вік |
| -------- | ------- | ------------------ | ---------------- | -------------------- |
| Чоловіки | 125     | 27                 | 82               | 16                   |
| Жінки    | 138     | 32                 | 73               | 33                   |
| Разом    | 263     | 59                 | 155              | 49                   |